# Вильвенское сельское поселение
Вильвенское се́льское поселе́ние — бывшее муниципальное образование в Добрянском муниципальном районе Пермского края Российской Федерации.
Административный центр — посёлок Вильва.

## История
Статус и границы сельского поселения установлены Законом Пермской области от 10 ноября 2004 года № 1743-358 «Об утверждении границ и о наделении статусом муниципальных образований административной территории города Добрянки Пермского края»
Упразднено в 2019 году вместе с другими поселениями муниципального района путём их объединения в Добрянский городской округ.

## Население
| 2010  | 2012  | 2013  | 2014  | 2015  | 2016  | 2017  |
| ----- | ----- | ----- | ----- | ----- | ----- | ----- |
| 1482  | ↘1462 | ↗1469 | ↘1443 | ↘1418 | ↘1400 | ↘1393 |
| 2018  | 2019  |       |       |       |       |       |
| ↘1348 | ↘1292 |       |       |       |       |       |

## Населённые пункты
В состав сельского поселения входили 9 населённых пунктов:
| № | Населённый пункт | Тип             | Население |
| - | ---------------- | --------------- | --------- |
| 1 | Боковая          | посёлок станции | 206       |
| 2 | Большое Спицыно  | деревня         | 1         |
| 3 | Вильва           | посёлок         | 966       |
| 4 | Голубята         | село            | 153       |
| 5 | Кыж              | деревня         | 6         |
| 6 | Кыж              | посёлок         | 129       |
| 7 | Мутная           | деревня         | 3         |
| 8 | Никулята         | деревня         | 4         |
| 9 | Шкарята          | деревня         | 14        |

### Упразднённые населённые пункты
1 июля 2009 года упразднена деревня Пахомово

## Руководители
Главой поселения был Луц Александр Владимирович.